# Pukará de Quitor

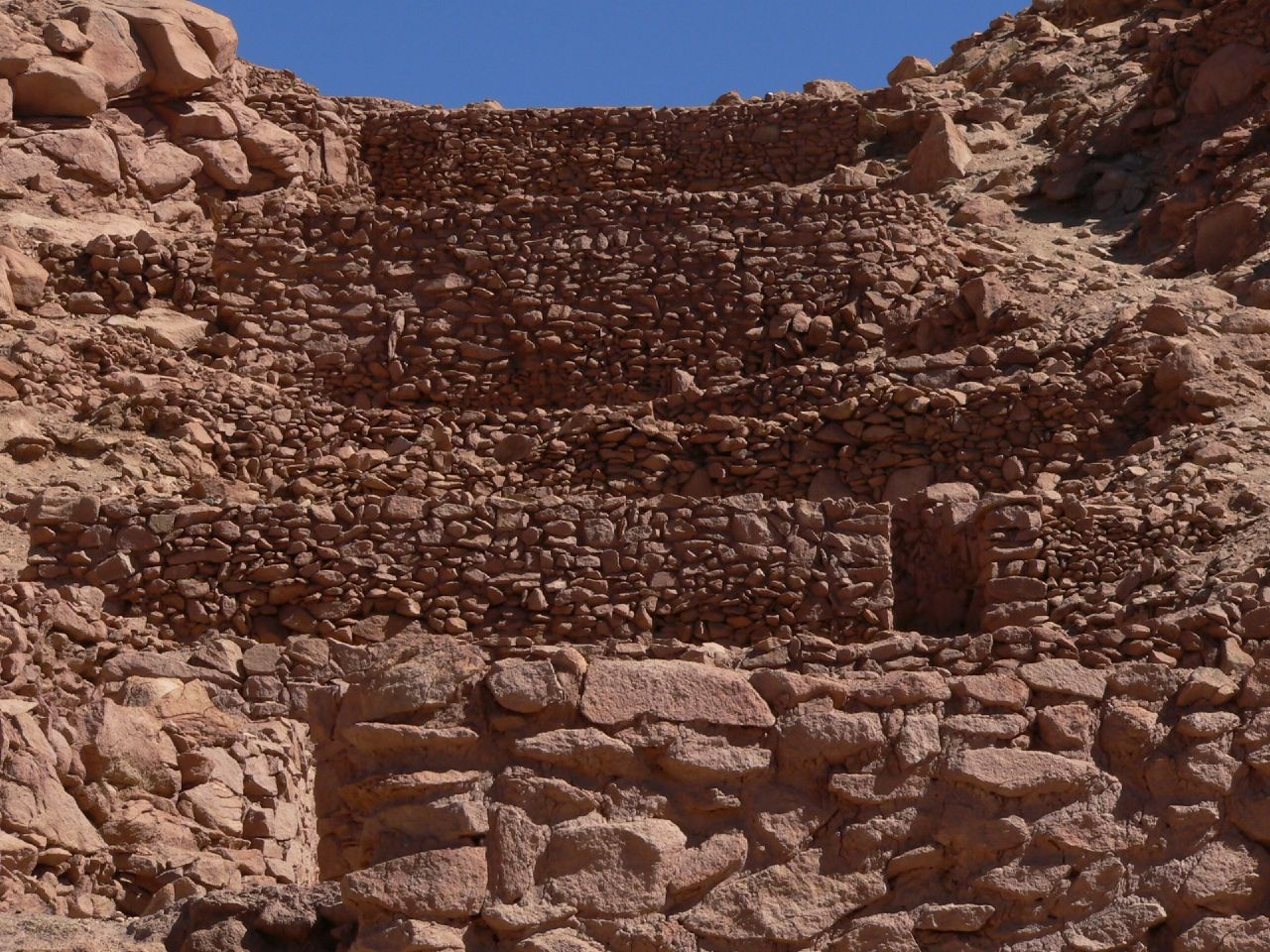
Parte do monumento visto de dentro.

Pukará de Quitor (também escrito Pucará de Quitor) (do Quechua Pukara: Fortaleza) é um sítio arqueológico pré-colombiano do norte do Chile. Essa fortaleza de pedra está localizada a 3 km da cidade de San Pedro de Atacama e foi proclamado monumento nacional em 1982.